# SPWF
SPWF（エス・ピー・ダブリュー・エフ）は、かつて存在した日本のプロレス団体。正式名称は「Social Professional Wrestling Federation（ソーシャル・プロフェッショナル・レスリング・フェデレーション、社会人プロレスリング連盟）」。後に「Super Professional Wrestling Federation（スーパー・プロフェッショナル・レスリング・フェデレーション、スーパープロレスリング連盟）」に改称。

## 歴史

### 社会人プロレスリング連盟
1992年6月、SWSの崩壊後、元「道場・檄」の道場主であった谷津嘉章が設立。
1993年8月21日、桐生市民体育館で旗揚げ戦を開催。
元々のコンセプトは仕事の余暇を利用して興行を開催するというものであり、旗揚げ当初はプロレスラーだけでなく学生プロレスや社会人プロレスにも門戸を開き、第1部はプロレスラー、第2部は学生プロレス、社会人プロレスなどのアマチュア、第3部は素人と別れてカードを組んでいた。代表である谷津嘉章も群馬県の方で中古車販売業を営んでいたこともあり、仲野信市がコーチを務めて結果によっては上の部にランクアップするシステムとなっていた。そのため、興行は週末の土曜日・日曜日限定で開催し、第2部と第3部は会員制となっていた。また、デビューした丸山昭一、ホッパーキングなども社会人として働きながらプロレスを行っていた。後に第2部に上がっていた多くの者がプロレスラーとしてデビューしたことから、アマチュアの社会人プロレスと学生プロレス出身者に対して、プロレスラーとしての門戸を開くきっかけを与えた先駆けのプロレス団体ともいえる。
しかし、時代が早かったこともあって「プロとアマチュアを一緒のリングに上げるのはどうしたものか？」という批判や、プロレスラーの危険な大技を素人が使うことへの危険性も考慮してマスコミは第2部と第3部の試合は扱わないという結論に至った。また第2部と第3部の選手がもし試合中に怪我をした場合は、一切の保障をしないと言うことにも「無責任ではないか」と云う意見が出るなど批判が相次いだ。
そのコンセプトから主に谷津が働く群馬県を中心とした関東地方で興行を開催していたが、前述の理由によりマスコミがほとんど取り扱わなかった事から観客数は伸び悩んだ。さらに谷津自身が経営する中古車販売業も上手くいかなくなった事情から、谷津は仲野と共に新日本プロレスや平成維震軍の自主興行に参戦するようになり、SPWFと距離を置くようになった。
SPWF自体は他のインディペンデント団体（W★INGプロモーションやNOWなど）との交流路線を展開しており、特に経営が厳しくなったW★INGから島田宏、三浦博文、覆面太郎、W★ING崩壊直前に茂木正淑が移籍している。
1994年8月、事務局長を務めてSPWFを切り盛りしていた高田龍が退社。そして高田を慕っていた所属選手の茂木、三浦、神風、覆面太郎も谷津に反発して退団する。
1995年3月31日、高田と元所属選手達がレッスル夢ファクトリーを旗揚げする。夢ファクでデビューしたコスモ☆ソルジャー、死神、怨霊、藤崎忠優などは第2部にあがっていた選手である。

### スーパープロレスリング連盟
谷津は事務所を東京に移した。第2部と第3部を廃止して団体名も「社会人（Social）のS」から「スーパー（Super）のS」に名称を変更して、純粋にプロレスラーのみの試合となる。
前述の離脱した高田を中心としたグループが、夢ファクを旗揚げした日を境にSPWFに矢口壹琅が加わりユニット「神格闘十字軍」を結成して、谷津との抗争が始まった。さらに矢口と結託し参戦したターザン後藤らとの抗争にも発展して、有刺鉄線デスマッチや電流爆破デスマッチが行われたこともあった。
谷津は新日本からフェードアウトしたため、主に関東で興行を続けた。後にアメリカ南部のテリトリーより、独自のルートで外国人選手を多数呼んで日本を巡業するスタイルとなる。
1997年7月、SPWF女子部を発足。初の現役女子高校生レスラーとなる千春をデビューさせてプロレス界のみならず、一般マスコミでも話題になった。
1998年7月、一宮に道場が完成。後に阿部拓巳、猪熊裕介、増田圭祐がデビュー。またI.W.A.JAPANの宇和野貴史、西山秀紘、岸勝也が所属のまま道場に入門。11月、千春がSPWFに参戦していた野沢一茂と結婚して妊娠6ヶ月であることを発表。千春はSPWFを引退。
1999年6月、所属女子選手全員が退団。
2001年、最後の女子練習生が退団したため、SPWF女子部は消滅する。
2002年11月、谷津が高智政光と宇和野を連れてWJプロレスに移籍。残された所属選手は月1回の道場マッチを中心として活動を続けることになる。この頃、谷津体制のSPWFオフィシャルページと残された所属選手のSPWFオフィシャルページの両方に併存しており、裏では相当の内紛が有ったのではないかと思われる。
2006年4月22日、西調布格闘技アリーナ大会をもって、活動を続けていたGヴァリオンらほとんどの所属選手とスタッフが退団し、事実上の活動停止。8月、最後の所属選手であった増田によって最後の道場マッチを開催。
2010年11月30日、谷津の引退により、その引退興行をSPWF解散式も兼ねて新宿FACEで開催してSPWFは完全に消滅。
2011年2月9日、道場が解体された。
2017年7月15日、BRAVES高島平区民館ホール大会「NEW GENERATION SPWF FINAL」のメインイベントで、現役復帰した谷津とGヴァリオンのシングルマッチが行われてGヴァリオンが勝利。

## 所属選手

### 男子選手
- 谷津嘉章（旧：津谷章嘉）
- 仲野信市
- 高木功（現：嵐）
- 茂木正淑
- 島田宏
- 三浦博文（旧：極悪海坊主）
- 神風（旧：丸山昭一、現：KAMIKAZE）
- 矢口壹琅（現：雷神矢口）
- ホッパーキング（現：スーパーライダー）
- 高智政光
- アジアン・クーガー（現：空牙）
- アジアン・コンドル（現：コンドル）
- 宮沢誠（現：MAX宮沢）
- 梅沢菊次郎
- クラッシャー・レイ・ヴォーン（現：クラッシャー高橋）
- 超人勇者Gヴァリオン（旧：阿部拓巳）
- ファントム船越
- デンジャラス内田
- エキサイティング吉田
- 加藤拳
- 猪熊裕介
- 西野勇喜（現：湧喜）
- 萩原紀保
- 増田圭祐

### 女子選手
- 千春
- ミサ岡田（旧：岡田美幸）
- 並木紀子
- 田辺梨恵
- 岩井田保江

## スタッフ

### レフェリー
- ジャッジ金子

## その他
団体としての王座は特に設けられていないと思われていたが、社会人プロレスリング連盟時代に、2部の選手を対象とした『2部リーグ王座』というタイトルが存在していた事が近年、当時の2部の試合に出場していたコスモ☆ソルジャーや怨霊のSNSでの書き込みで明らかになっている。なお、ベルト自体は現存しており、現在コスモ☆ソルジャーの自宅に保管されている。